# روش پیش افکنی (دینامیک سیالات)
روش پیش افکنی (به انگلیسی: Projection method) رویکردی مؤثر از استفاده از روش حل عددی برای مسائل جریان سیالات تراکم ناپذیر وابسته به زمان است. این روش در ابتدا توسط الکساندر چرین در سال ۱۹۶۷
به عنوان یک ابزار کارآمد حل معادلات ناویر-استوکس وابسته به زمان ارایه شد. مزیت اصلی این طرح روش این است که محاسبات از میدان‌های سرعت و فشار را مجزا از هم حل می‌کند.

## الگوریتم
الگوریتم روش پیش افکنی مبتنی بر تجزیه هلمهولتز (که گاهی اوقات به نام تجزیه هلمهولتز-هاج خوانده می‌شود) است که هر بردار میدان را به بخشی میدان سلونوئیدی بخش و بخشی میدان برداری پایستار تجزیه می‌کند. الگوریتم به‌طور معمول شامل دو مرحله است. در مرحله اول هر گام زمانی، متوسط سرعت که شرط تراکم ناپذیری را ارضا نمی‌کند محاسبه می‌شود. در مرحله دوم، فشار برای پیش‌افکنی (project) سرعت بینابینی در میدان بی دیورژانس سرعت استفاده‌می‌شود تا به روزرسانی بعدی سرعت و فشار انجام گردد.

## تجزیه هلمهولتز–هاج
پیش زمینه نظری روش پیش افکنی روش تجزیه در قضیه  لادیژنسکایا که گاهی اوقات به عنوان تجزیه هلمهولتز–هاج تجزیه و یا به سادگی به عنوان تجزیه هاج نامیده می‌شود برمی‌گردد. بر اساس این قضیه میدان برداری {\displaystyle } تعریف شده به دامنه سادگی متصل می تواند به قسمتی بدون دیوارژنس (میدان سلونوئیدی) {\displaystyle } و قسمتی غیر چرخشی {\displaystyle }.
بنابراین 
{\displaystyle \mathbf {u} =\mathbf {u} _{\text{sol}}+\mathbf {u} _{\text{irrot}}=\mathbf {u} _{\text{sol}}+\nabla \phi }
زیرا {\displaystyle \nabla \times \nabla \phi =0} برای برخی توابع اسکالر {\displaystyle \,\phi }. با گرفتن دیورژانس از معادله فوق به صورت زیر تبدیل می‌شود
{\displaystyle \nabla \cdot \mathbf {u} =\nabla ^{2}\phi \qquad ({\text{since,}}\;\nabla \cdot \mathbf {u} _{\text{sol}}=0)}
این معادله پواسون برای تابع اسکالر {\displaystyle \,\phi }. اگر میدان برداری {\displaystyle } شناخته شده باشد، می‌توان با حل معادله فوق تابع اسکالر {\displaystyle \,\phi } و بدون دیورژانس  {\displaystyle \mathbf {u} } می‌تواند با استفاده از رابطه زیر استخراج شود
{\displaystyle \mathbf {u} _{\text{sol}}=\mathbf {u} -\nabla \phi }
این جوهره روش سلونوئیدی پیش افکن برای حل معدلات نویر استوکس می‌باشد.

## روش پیش افکن چرین
معادله تراکم ناپذیر  ناویر-استوکس (شکل دیفرانسیلی معادله) را می‌توان به صورت زیر نوشت
{\displaystyle {\frac {\partial \mathbf {u} }{\partial t}}+(\mathbf {u} \cdot \nabla )\mathbf {u} =-{\frac {1}{\rho }}\nabla p+\nu \nabla ^{2}\mathbf {u} }
در نسخه اصلی روش چرین ابتدا سرعت بینابینی، {\displaystyle }به صورت جدا با استفاده از معادله مومنتم و با چشم پوشی از گرادیان فشار حل  می‌شود:
{\displaystyle \quad (1)\qquad {\frac {\mathbf {u} ^{*}-\mathbf {u} ^{n}}{\Delta t}}=-(\mathbf {u} ^{n}\cdot \nabla )\mathbf {u} ^{n}+\nu \nabla ^{2}\mathbf {u} ^{n}}
که در آن  {\displaystyle \mathbf {u} ^{n}}  سرعت در گام زمانی  {\displaystyle \,n}th. در نیمه دوم از الگوریتم، در گام پیش افکنی، ما سرعت بینابینی را اصلاح می‌کنیم تا حل نهایی در طول گام زمانی بدست آید {\displaystyle \mathbf {u} ^{n+1}}:
{\displaystyle \quad (2)\qquad \mathbf {u} ^{n+1}=\mathbf {u} ^{*}-{\frac {\Delta t}{\rho }}\,\nabla p^{n+1}}
می‌توان این معادله را به شکل زیر در قالب یک گام زمانی نوشت
{\displaystyle {\frac {\mathbf {u} ^{n+1}-\mathbf {u} ^{*}}{\Delta t}}=-{\frac {1}{\rho }}\,\nabla p^{n+1}}
برای روشن کردن اینکه الگوریتم تنها رویکرد اپراتور تجزیه  است که در آن نیروهای ویسکوسیته یا لزجت (در نیم گام اول) و نیروهای فشار (در نیم گام دوم گام) به‌طور جداگانه در نظر گرفته می‌شوند.
محاسبات دست راست معادله از نیم گام دوم نیاز به دانستن از فشار {\displaystyle \,p} در زمان {\displaystyle \,(n+1)} دارد. این خود با گرفتن دیورژانس بدست آمده و نیازمند آنست که {\displaystyle \nabla \cdot \mathbf {u} ^{n+1}=0} که در واقع شرط داشتن دیورژانس (که  همان پیوستگی تابع است)، در نتیجه حل معادله پواسون زیر   برای {\displaystyle \,p^{n+1}}
{\displaystyle \nabla ^{2}p^{n+1}={\frac {\rho }{\Delta t}}\,\nabla \cdot \mathbf {u} ^{*}}
بایستی متذکر شد که اگر معادله به صورت زیر نوشته شود
{\displaystyle \mathbf {u} ^{*}=\mathbf {u} ^{n+1}+{\frac {\Delta t}{\rho }}\,\nabla p^{n+1}}
تجزیه استاندارد هاج است اگر شرط مرزی برای {\displaystyle \,p} در دامنه مرز {\displaystyle } {\displaystyle \partial \Omega } آنست که {\displaystyle \nabla p^{n+1}\cdot \mathbf {n} =0}. در عمل این وضعیت مسئول بروز خطاهایی نزدیک به مرز دامنه محاسباتی می‌باشد چرا که  فشار واقعی (به عنوان مثال فشار اصل از حل دقیق معادلات نویر استوکس) ارضاکننده چنین شرایط مرزی نیست.
به صورت صریح شرط مرزی برای {\displaystyle } در معادله (1) طبیعی است. اگر {\displaystyle } در مرز {\displaystyle } و سپس فضای برداری بدون دیورژانس به فضای غیر چرخشی عمود خواهد بود و می‌توان از معادله (2) نتیجه گرفت 
{\displaystyle {\frac {\partial p^{n+1}}{\partial n}}=0\qquad {\text{on}}\quad \partial \Omega }
بکار بردن صریح شرایط مرزی را شاید بتوان با استفاده از شبکه استگردی که نیازمند {\displaystyle } محو شوند در گره‌های فشاری که در مجاورت مرزها قرار دارند حل نمود.
یک ویژگی متمایز از روش پیش افکن چرین آن است که میدان سرعت در پایان هر گام زمانی بایستی ارضا شود.

## روش عمومی
به‌طور معمول روش پیش افکنی در دو گام کوچکتر کار می‌کند، روشی است که با استفاده از چند محاسبه برای هر گام زمانی انجامی می‌دهد. در بسیاری از روش‌ها مراحل حل بصورت زیر می‌باشند:
1. ابتدا سیستم به یک نیمه گام زمانی جلو می‌رود که معادله انتقال برای جرم و مومنتوم با استفاده از یک روش ادوکشن حل می‌شود. که این مرحله  پیش بینی است.
2. در این مرحله اولیه پیش افکنی صورت می‌گیرد بطوریکه در گام بینابینی میدان سرعت به صورت بدون دیورژانس به سیستم تجمیل می‌شود.
3. بخش اصلاح الگوریتم پس از آن پیش می‌رود. این با استفاده از زمان-محور برآورد سرعت و تراکم و غیره. به شکل نهایی گام زمان دولت است.
4. پیش افکنی نهایی در مرحله آخر می‌باشد تا شرط دیورژانس در میدان سرعت اعمال شود. این سیستم در حال حاضر به‌طور کامل به گام جدید زمانی به روز شده.